# Olga Zimina
Olga Anatolevna Zimina est une joueuse d'échecs russe puis italienne née le 14 mai 1982 à Vladimir. Championne de Russie en 2001, elle a obtenu le titre de maître international en 2008.
Au 1er août 2017, elle est la première joueuse italienne et la 77e joueuse mondiale avec un classement Elo de 2 384 points.

## Biographie
En 2004, Olga Zimina a épousé un Italien et s'est installée à Modène en Italie. Elle est affiliée à la fédération italienne depuis 2006.

## Championnats du monde féminins
En 2000, Olga Zimina fut médaille d'argent au championnat du monde d'échecs junior féminin. Elle a participé au championnat du monde d'échecs féminin de 2017. Vainqueur de Bela Khotenashvili au premier tour, elle fut éliminée par Nana Dzagnidzé au deuxième tour.

## Compétitions par équipe
Olga Zimina a représenté l'Italie lors de chacune des olympiades d'échecs féminines depuis 2006. Elle jouait au deuxième échiquier (derrière Elena Sedina) de 2006 à 2012. En 2014 et 2016, elle a joué au premier échiquier de l'équipe d'Italie.